# Пэйлиган

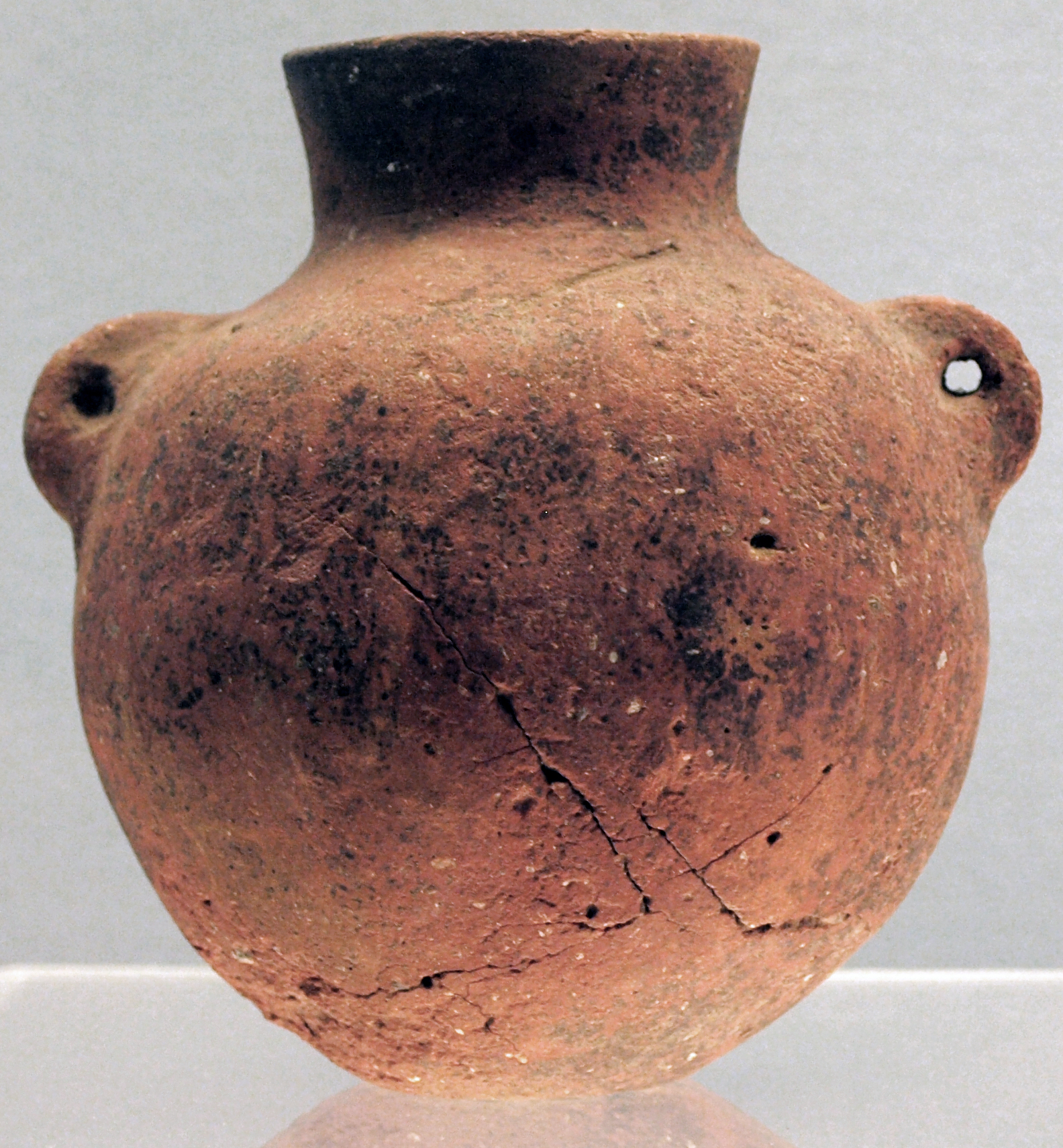
«Корчага-фляга» с ручками-ушками, культура Пэйлиган, около 6000—5200 гг. до н. э. Шанхайский музей.

Культура Пэйлиган (裴李崗文化, Péilǐgāng Wénhuà) — группа неолитических сообществ, существовавших в бассейне реки Ло в провинции Хэнань на территории Китая в период около 7000—5000 гг. до н. э. Своё название культура получила по населенному пункту Пэйлиган, где в 1977 году было открыто неолитическое поселение.
По мнению археологов, культура Пэйлиган не была политически централизована. Образ жизни её носителей преимущественно сельскохозяйственный: культивировали просо и могар, разводили  свиней. Это была одна из древнейших культур в Китае, начавших производить  керамику.
К началу XXI века обнаружено более 70 поселений, ассоциируемых с данной культурой, в том числе археологический памятник Цзяху, где были обнаружены знаки, известные как письменность Цзяху.